# Parque nacional Daisetsuzan
El parque nacional Daisetsuzan (大雪山国立公園, Daisetsuzan Kokuritsu Kōen), o Taisetsuzan, está situado en el centro montañoso del norte de la isla japonesa de Hokkaidō. Con 2.267,64 kilómetros cuadrados, Daisetsuzan es el parque nacional más grande de Japón, y tiene aproximadamente el tamaño de la prefectura de Kanagawa. Daisetsuzan, que significa "grandes montañas nevadas", es una descripción adecuada de estos picos. Hay 16 picos de más de 2.000 metros en el parque nacional Daisetsuzan, con y sin senderos. El parque ofrece algunos de los paisajes más escarpados de Japón. El Asahidake (2.290 metros), situado en el norte del parque, es el pico más alto de Hokkaidō. El parque nacional Daisetsuzan abarca dos subprefecturas de Hokkaidō, Kamikawa y Tokachi. El parque nacional Daisetsuzan se estableció en 1934.

## Grupos montañosos
El parque nacional Daisetsuzan consta de tres grupos de montañas volcánicas. Los grupos están formados por estratovolcanes apilados unos sobre otros. Cuando un respiradero entra en actividad, construye un pico y luego se detiene hasta que aparece un nuevo respiradero. Estos grupos son:
1. Grupo Volcánico Daisetsuzan - se encuentra en la parte norte del parque e incluye la montaña más alta de Hokkaidō, el Monte Asahi.
2. Grupo Volcánico Tokachi - se encuentra en el suroeste del parque, al norte de las montañas Yubari e Hidaka. Incluye el monte Tokachi.[3]
3. Grupo Volcánico Shikaribetsu - se encuentra en la parte oriental del parque e incluye el monte Ishikari. El río Ishikari (268 kilómetros), que surge del monte Ishikari, es el tercero más largo de Japón y el más largo de Hokkaidō.[7][8]

Estos grupos volcánicos se sitúan alrededor de un altiplano central dominado por el monte Tomuraushi. El parque también es conocido por sus praderas alpinas y sus remotos paisajes. 

## Naturaleza
El parque nacional de Daisetsuzan es famoso por su fauna y flora, y el parque alberga varias especies raras. El parque alberga sobre todo una población de osos pardos. La pika, un pequeño mamífero de extremidades cortas, orejas redondeadas y sin cola externa, también se encuentra en el parque. Los bosques del parque nacional de Daisetsuzan están dominados por el Picea jezoensis, el abeto de Jezo, y el Abies sachalinensis, el abeto de Sajalín. De las 450 especies de plantas alpinas que hay en Hokkaidō, la mitad se encuentran en el parque nacional Daisetsuzan.

## Onsen
El parque nacional Daisetsuzan también incluye los complejos termales onsen de Asahidake Onsen, Fukiage Onsen, Sōunkyō Onsen y Tenninkyo Onsen.